# L'Éducatrice et le Tyran
Pour plus de détails, voir Fiche technique et Distribution.
L'Éducatrice et le Tyran ou La Belle et la Brute (The Beautician and the Beast) est un film américain de Ken Kwapis sorti en 1997. Le tournage a eu lieu à l'automne 1996 à Greystone Mansion à Beverly Hills, en Californie, ainsi qu'à Prague et au château de Sychrov en République tchèque.

## Synopsis
Boris Pochenko, surnommé « Boris la Bête », règne en maître absolu sur la république de Slovetzie. Conscient de la nécessité de démocratiser son pays, il envoie à New York un émissaire chargé d'engager un tuteur qui inculquera à ses enfants quelques notions de démocratie. C'est ainsi que la belle et exubérante Joy Miller, esthéticienne, est engagée à la suite d'un quiproquo.

## Fiche technique
- Titre original : The Beautician and the Beast
- Titre français : L'Éducatrice et le Tyran ; La Belle et la Brute (titre alternatif)
- Réalisation : Ken Kwapis
- Scénario : Todd Graff
- Musique : Cliff Eidelman
- Photographie : Peter Lyons Collister
- Montage : Jon Poll
- Production : Todd Graff et Hawk Koch
- Sociétés de production : High School Sweethearts, Koch Company, Paramount Pictures
- Sociétés de distribution : Paramount Pictures (États-Unis), United International Pictures (France)
- Pays de production :  États-Unis
- Langue : Anglais
- Format : Couleur - 35 mm (Panavision) - 1,85:1 - son Dolby stéréo
- Genre : Comédie romantique
- Durée : 107 minutes
- Dates de sortie :
  - États-Unis : 7 février 1997
  - France : 27 août 1997

## Distribution
- Fran Drescher (VF : Dominique Chauby et VQ : Linda Roy) : Joy Miller
- Timothy Dalton (VF : Michel Papineschi et VQ : Mario Desmarais) : Boris Pochenko dit « Boris la bête »
- Ian McNeice (VF : Michel Tugot-Doris et VQ : Yves Massicotte) : Ira Grushinsky
- Lisa Jakub (VF : Melinda Davan-Soulas et VQ : Christine Bellier) : Katrina Pochenko
- Patrick Malahide (VF : Frédéric Cerdal) : Leonid Kleist
- Michael Lerner : Jerry Miller
- Adam LaVorgna : Karl Pochenko
- Phyllis Newman (VF : Danielle Volle) : Judy Miller
- Heather DeLoach : Masha Pochenko
- Kyle et Tyler Wilkerson : Yuri Pochenko
- Timothy Dowling : Alek
- Michael Immel : le régisseur
- Tonya Watts : Model
- Tamara Mello : Consuela
- Celeste Russi : Lupe
- Daniel R. Escobar (VF : Mathieu Buscatto) : Hector
- Billy Brown : le pompier
- Jorge Noa : le photographe
- Carmela Rappazo : une étudiante
- Clyde Wrenn : un étudiant
- Earl Carroll : l'ouvrier d'usine
- Vincent Schiavelli : le geôlier
- Marianne Muellerleile : la chef
- R. Sparkle Stillman : le cousin Doris
- Edmund Cambridge : l'homme âgé
- Todd Graff : Denny
- Gene Chronopoulos : le serviteur
- David Shackelford : l'ouvrier de cuisine
- Michael Horton : la voix d'un prince de conte de fées
- Jane Jenkins : la voisine à la fête
- Zdenek Vencl : le garde tchèque
- Vaclav Legner : le garde tchèque
- Leon Silver : Vaclav
- Stephen Marcus : Ivan
- Marshal Silverman : le tailleur
- Dana Bednarova : Svetlana

## Commentaire
Le personnage de Joy Miller, interprété par Fran Drescher, est assez similaire à celui de Fran Fine de la série Une nounou d'enfer dans lequel la comédienne incarnait une vendeuse de prêt-à-porter qui se retrouve engagée comme gouvernante au service d'un grand producteur de Broadway. Ici, il s'agît d'une esthéticienne qui devient éducatrice pour un dictateur.